# دبی دیاموند
دبی دیاموند (انگلیسی: Debi Diamond؛ زاده ۱ مهٔ ۱۹۶۵) یک بازیگر پورنوگرافی اهل ایالات متحده آمریکا است.